# Burg Aufhausen (Heidenheim)
Die Burg Aufhausen ist eine abgegangene Burg im Mühlenweg an der Nordseite des Burgweihers im Bereich der Mühle in Aufhausen, einem Ortsteil der Gemeinde Heidenheim an der Brenz im Landkreis Heidenheim in Baden-Württemberg.
Die 1143 erwähnte Burg wurde 1449 im Süddeutschen Städtekrieg zerstört und wurde 1463 als „das gebrochen Schloss“ genannt.
Als Besitzer der Burg werden die Herren von Oettingen, Jakob Vetzer und die Herren 
von Helfenstein genannt.
Von der ursprünglich staufischen Ministerialenburg, eine ehemalige Viereckanlage, sind noch Mauerreste und in der heutigen Mühlenbebauung verbaut erhalten.